# Giuseppe Speciale
Giuseppe Speciale (Bagheria, 14 marzo 1919 – 29 marzo 1996) è stato un politico italiano, eletto nella III, IV e V legislatura alla Camera dei deputati.

## Biografia
Laureato in lettere e filosofia, è giornalista. Impegnato in politica con il Partito Comunista Italiano, viene eletto alla Camera dei deputati alle elezioni politiche del 1958, venendo confermato anche a quelle del 1963 e del 1968. Conclude il mandato parlamentare nel 1972.
Muore il 29 marzo 1996, due settimane dopo aver compiuto 77 anni.